# Obrněný automobil vz. 27
OA vz.27 byl československý obrněný automobil z konce 20. let 20. století. Vývoj obrněného automobilu OA vz.27 spadá do poloviny 20. let, kdy měl nahradit vyráběný starší typ OA vz.23. Prototyp byl vyroben v roce 1925 a v roce 1927 si armáda objednala prvních 12 kusů těchto vozidel. Měly sloužit k zajištění činnosti nových obrněných automobilů OA vz.30. Celkem bylo objednáno 15 kusů OA vz. 27. Další zakázky přicházely do Škody Plzeň i od zahraničních zájemců, ale ty byly z důvodů nedostatečné kapacity odmítnuty.  
OA vz.27 se účastnily potlačení sudetoněmeckého puče v roce 1938 a bojovaly při pohraničních střetech s maďarskou armádou na jižním Slovensku a na Podkarpatské Rusi. Tři kusy se stáhly do Rumunska, kde byly zabaveny, další tři zůstaly na Slovensku, kde přešly do výzbroje slovenské armády.   
Obrněné vozidlo mělo dvojí řízení, které umožňovalo stejnou obsluhu a rychlost v obou směrech. Posádku tvořili dva řidiči, kteří seděli vždy z jejich pohledu na pravé straně vozidla. Dalšími členy posádky byli střelec, který seděl v zadní části, pozorovatel, sedící v přední části a velitel, který obsluhoval kulomet ve věži  OA vz. 27 byl dobrý na průzkum a k pronásledování nepřítele, ale na podporu pěchoty se kvůli slabému pancéřování a výzbroji nehodil. Během mobilizace v roce 1938 se prokázalo, že tento stroj byl přes některé nedostatky naprosto spolehlivý. 

## Technické parametry
- Rok zařazení do výzbroje ČSA: 1929
- Tovární označení: PA-III
- Výrobce: Škoda Plzeň
- Délka: 5,35 m.
- Šířka: 1,95 m.
- Výška: 2,66 m.
- Hmotnost: 6,64 t.
- Pancíř: 5,5/5,5/5,5 mm. (čelní/boční/zadní)
- Motor: výkon - 44,2 kW, počet válců - 4
- Rychlost: 35/25 km/h. (na silnici/na polních cestách)
- Dojezd: 200 km.
- Překonání terénních překážek: vodní tok - 0,3 m.(hluboký), přikop - 0,4 m.(široký), terénní stupeň - 0,2 m.
- Posádka: 5 mužů
- 2 kulomety TK vz. 24
- 1 záložní kulomet LK vz. 26
- Počet nábojů: 6550 kusů
- Počet ve výzbroji ČSA: 15 kusů
- Cena bez výzbroje: 627 000 Kč
- Cena s výzbrojí: 720 000 Kč